# Tam giác Ai Cập
Tam giác Ai Cập là tam giác vuông có tỉ lệ các cạnh là: cạnh đối: cạnh kề: cạnh huyền = 3: 4: 5.

## Cách viết và tên gọi
Khoảng một nghìn năm trước Công nguyên, người Ai Cập đã biết căng dây gồm các đoạn có độ dài 3, 4, 5 để tạo ra một góc vuông. Vì thế, tam giác có độ dài ba cạnh bằng 3, 4, 5 được gọi là tam giác Ai Cập.

## Ứng dụng

### Trong toán học
Khi muốn tính các cạnh của tam giác vuông khi đã biết một số thông tin về các cạnh của tam giác đó, nếu như tam giác vuông này là tam giác Ai Cập thì việc tính toán có thể dễ dàng hơn, kết quả tính toán sẽ là số hữu tỉ chứ không phải số vô tỉ.

### Trong xây dựng
Khi làm nhà tre, nhà gỗ, người thợ mộc đục các lỗ A, B, C của trụ chống AB, phần quá giang AC, vì kèo BC sao cho AB, AC, BC tỉ lệ với 3, 4, 5 thì khi dựng lên, bao giờ trụ chống cũng vuông góc với quá giang.
Khi xây móng nhà, để kiểm tra xem hai phần móng AB và AC có vuông góc với nhau hay không, người thợ cả thường lấy AB = 3dm, AC = 4dm, rồi đo BC, nếu BC = 5dm thì hai phần móng AB và AC vuông góc với nhau.